# Шпионский роман (роман Акунина)
«Шпио́нский рома́н» — книга Бориса Акунина, вторая в серии «Жанры».

## Аннотация
Весна 1941 года. Накануне большой войны германская разведка по личному заданию Фюрера проводит рискованную спецоперацию, цель которой — убедить Вождя СССР в том, что нападения Германии в ближайшее время не будет. Задание поручено агенту под псевдонимом «Вассер».
Операция нацистской разведки полностью удаётся: агент встречается с Вождем и дает гарантии в том, что войны не будет до 1943 года.
Советская разведка, обескровленная репрессиями, не может ничего противопоставить опытным агентам абвера, несмотря на усилия, которые предпринимают советские контрразведчики под руководством жестокого, но при этом наивного Наркома Лаврентии Берия.
Агента задерживают, но затем, с извинениями, отправляют правительственным самолётом в Германию к отцу, который, как оказывается, работает заместителем главы абвера Вильгельма Канариса.

## Персонажи

### Главные герои
- Егор Дорин — спортсмен, боксёр из клуба «Динамо», наполовину поволжский немец, включён в группу «Затея» лично майором Октябрьским за спортивные успехи и натуральный баварский диалект. В начале книги младший лейтенант госбезопасности (звание, равное старшему лейтенанту армии), за взятие связного повышен в звании до лейтенанта госбезопасности (капитан армии).
- Октябрьский — старший майор государственной безопасности, руководитель специальной группы «Затея», задача которой — разоблачить агента Вассера и узнать дату начала германского вторжения. Предположительно, в конце книги застрелился, после того, как отпустили Вассера, а его самого попытались арестовать. Работал по германскому направлению (товарищ Немец).
- Вассер — агент Абвера (сын Йозефа фон Теофельса, заместителя Канариса), работающий под прикрытием капитана госбезопасности Когана, возглавлявшего британское направление (товарищ Англичанин). Корветтен-капитан (звание ВМС Германии, соответствующее армейскому званию майора)[1].
- Ираида Петракович – завербованная Вассером сотрудница НКВД.
- Надя Сорина — возлюбленная Егора Дорина, санитарка.

### Исторические личности
- Адмирал Вильгельм Канарис — шеф абвера (в произведении — Вилли)
- Адольф Гитлер (Фюрер)
- Иосиф Сталин (Вождь)
- Лаврентий Берия (Нарком, Сам)
- Всеволод Меркулов (нарком госбезопасности, Всеволод Николаевич)
- Уинстон Черчилль
- Николай Ежов
- Рудольф Гесс
- Энтони Иден
- Генерал Франко
- Любовь Серова — в книжном персонаже соединены, возможно, два прототипа — популярные советские актрисы Любовь Орлова и Валентина Серова.

## Экранизации
По книге снят фильм «Шпион» студией Никиты Михалкова «Три Тэ» (режиссёр Алексей Андрианов). Премьера состоялась 5 апреля 2012 года.

## Критика со стороны историков
Историки С. Девятов, Ю. Борисенок, В. Жиляев и О. Кайкова обратили внимание, что в романе присутствует фантастическая с точки зрения достоверности сцена — как агент Вассер схватил Лаврентия Берия за горло в сталинском кабинете. Историки отметили, что гитлеровские агенты в Москве накануне войны были, но в гораздо меньшем количестве и не с такими замыслами.